# マッカラン国際空港全自動ピープル・ムーバー
マッカラン国際空港全自動ピープル・ムーバー（マッカランこくさいくうこうぜんじどうピープルムーバー、英: McCarran International Airport Automated People Movers）は、ネバダ州ラスベガス近郊にあるマッカラン国際空港にて運行されている3路線のAutomated People Mover (APM) システムである。
ピープル・ムーバー・システムは3つの別々の路線からなっており、1つ目がメイン・ターミナルとCゲート・コンコースを連絡する路線、2つ目がメイン・ターミナルとDゲート・コンコースを連絡する路線、そして3つ目が2012年7月に開業したターミナル3とDゲート・コンコースを連絡する路線である。
第4のピープル・ムーバー（ラスベガス・モノレールの拡張）は、空港から6.4km (4mi)離れている中央ラスベガスとターミナル1およびターミナル3を結ぶ予定である。

## ターミナル1-Cゲート線
Cゲート線は、空港の最初のピープル・ムーバー線であり、1985年に開業した。
主にサウスウエスト航空を取り扱うために、ターミナル1とCゲート・コンコースを連絡している。
Cゲート線は、2つの1/4miの平行トラックを備えており、それぞれ2両編成の列車が2つの駅の間を前後に走行している。
2008年に、当路線の最初のアドトランツC-100車両は、現在のボンバルディアInnovia APM 100（以前のCX-100）車両に置き換えられた。

## ターミナル1-Dゲート線
Dゲート線は、2つの路線で最長であり、メイン・ターミナル・ビルとサテライトのDゲート・コンコースを結んでいる。
Cゲート線と同様に、Dゲート線は延長2kmの平行トラックからなっており、列車が2つの駅の間を前後に往復している。
Dゲート・コンコースが開業したとき、Dゲート線は1998年に開業した。
Dゲート線の各列車は3両編成である。
Cゲート・システムの最近の保有車両置き換えに伴い、2009年前半にDゲート線の最初の車両がボンバルディアInnovia APM 100車両に置き換えられた。

## ターミナル3-Dゲート線
ターミナル3は、独立したピープル・ムーバー線を経由してDゲート・コンコースに連絡している。
2つの以前の既存路線と同様に、ターミナル3の路線は2つのトラックからなっており、それぞれ3両編成の列車が2つの駅の間を前後に往復している。
3つ目の路線もまた、ボンバルディアInnovia APM 100車両を使用している。